# Cambefortantus pauliani
Cambefortantus pauliani är en skalbaggsart som beskrevs av Olivier Montreuil 2008. Cambefortantus pauliani ingår i släktet Cambefortantus och familjen bladhorningar. Inga underarter finns listade.